# Jubileumi koncert
1992. október 3-án Koncz Zsuzsa a Budapest Sportcsarnokban nagy sikerű koncertet adott. Ennek a felvételeiből állították össze ezt a CD-t ill. kazettát.

## Az album dalai
1. Adjon az Isten (Tolcsvay László – Nagy László) 1:17
2. 1964 (Szörényi Levente – Bródy János) 3:12
3. Színes ceruzák (Szörényi Levente – Bródy János) 3:24
4. Én nem tudtam azt kérem (Szörényi Szabolcs – Bródy János) 3:22
5. Kis virág (Szörényi Levente – Bródy János) 3:42
6. Ne sírj, kedvesem (Tolcsvay László – Tolcsvay Béla) 3:44
7. Ha fordul a világ (Bornai Tibor – Bródy János) 3:09
8. Illúzió nélkül (Bornai Tibor – Bródy János) 3:54
9. Ne vágj ki minden fát (Szörényi Levente – Bródy János) 2:40
10. Te is tudod (Koncz Zsuzsa – Szős Kálmán) 2:00
11. Jöjj, kedvesem (Tolcsvay László – Bródy János) 4:09
12. Rohan az idő (Szörényi Levente – S. Nagy István) 3:28
13. Micimackó (Bródy J. – A.A.Milne – Karinthy Frigyes) 3:42
14. Valahol egy lány (Illés Lajos – Bródy János) 3:57
15. Ha én rózsa volnék (Bródy János) 3:32
16. Miért hagytuk, hogy így legyen (Illés Lajos – Bródy János) 2:43
17. Csak egy dal (Szörényi Levente – Bródy János) 3:52

## Külső hivatkozások
- Információk Koncz Zsuzsa honlapján